# Matías Salazar
Matías Salazar (El Pao de San Juan Bautista, Venezuela, 1828 - Tinaquillo, , 17 de mayo de 1872) fue un militar y político venezolano, reconocido como uno de los más altos jefes del liberalismo.

## Biografía
Desde joven se dedicó a numerosas prácticas entre las cuales se destacó como torero, fue conocido como Matiítas. En 1848 fue escribiente del abogado Francisco de Paula Quintana en Valencia. Posteriormente, de regreso en El Pao, se dedica a maestro de escuela. En 1856 se alista la milicia donde ascendió rápidamente de cargo, sobre todo por su participación en los sucesos de la Revolución de Marzo de 1858 que le ganó el rango de capitán. Al año siguiente, se une a las filas del ejército federal, destacándose en la región central, en las provincias de Carabobo y de Cojedes.
En 1862, es nombrado por Juan Crisóstomo Falcón como general y junto con una brigada de 300 hombres, es puesto bajo las órdenes del general Jesús María Lugo, jefe y director de las operaciones revolucionarias en Carabobo. En el año de 1866, Salazar es elegido como diputado por Carabobo al mismo tiempo que es nombrado como jefe del gobierno de dicho estado Hermógenes López; Salazar toma las armas en su contra y lo derrota el 20 de enero en Mucuraparo, se desplaza hasta El Baúl en los llanos de Cojedes y declara la paz.
En 1868, durante los sucesos de la Revolución Azul, se une al movimiento encabezado por Antonio Guzmán Blanco. En 1870, ambos se unen en el trayecto entre Tinaco y Tinaquillo, al llegar a Caracas, las tropas de Salazar desalojan a las tropas del ejército de los "azules", de esta forma facilitan la entrada del ejército liberal a Caracas. Cuando Guzmán Blanco es nombrado presidente, Salazar es nombrado como segundo designado a la presidencia y como presidente del estado Carabobo. Poco a poco se va distanciando su relación con Guzmán, va descuidando sus responsabilidades y se empieza a llenar de resentimiento. Salazar empieza a relacionarse con aquellos desplazados por el nuevo régimen guzmancista y empieza a fraguar una conspiración. En 1871, cuando Guzmán viaja hacia Valencia, casi es asesinado por el complot organizado por Salazar.

## Ejecución
Después del fracaso de una campaña al mando de Salazar, este es llamado por Guzmán a Caracas, se le dan 20.000 pesos y junto a Felipe Larrazábal, son desterrados del país. Con eso mismo dinero, se prepara una invasión a Venezuela en el año de 1872, esta se abre paso por la región del Arauca hacia el centro del país, esta acción fracasa al ser interceptados por las fuerzas del gobierno en Tinaquillo. Salazar es sometido a un consejo de guerra presidido por su antiguo compañero de armas el general León Colina, se le condena a la degradación y a la pena de muerte, esta condena es ratificada por el mismo Guzmán Blanco. Salazar es fusilado en Tinaquillo.